# تیم ملی فوتبال ساحلی روسیه
تیم ملی فوتبال ساحلی روسیه نماینده روسیه در مسابقات بین‌المللی فوتبال ساحلی و یکی از برترین تیم‌های فوتبال ساحلی جهان است. تیم ملی فوتبال ساحلی روسیه قهرمان ٣ دوره جام‌های جهانی فوتبال ساحلی در سال‌های ۲۰۱۱، ۲۰۱۳ و ٢٠٢١ است.